# استر
اِستِر (به عبری: אְֶסתֵּר) در تاریخ به نام آمستریس، همسر خشایارشا، دختر ابیهیل، تبعیدی ساکن شوش و قهرمان کتاب اِستِر است. نام اِستِر برگرفته از واژهٔ سومری و بابلی «اشتوره» یا «ایشتار» به معنی ستاره است. او یکی از کسانی است که هدسه نامیده شده، گواهی بر اینکه یهودیان (همانند قهرمان‌های کتاب دانیال) صاحب دو نام بوده‌اند. او در کودکی یتیم بوده و پسرعمویش مردخای، سرپرست او شده و او را بزرگ کرده است.

## معنی نام
برخی نام اِستِر را فارسی و از ریشه ستاره یا اختر دانسته‌اند. همچنین احتمال دارد نام اِستِر از ستاره زهره که در یونانی اَستر نامیده می‌شود، ریشه گرفته باشد. اِستر در عبری به معنی پوشانده شدن است، و برخی یهودیان گفته‌اند که چون دین و نژاد خود را از پادشاه مخفی کرد، اِستِر نام گرفت. همچنین ممکن است اِستِر از واژه اکدی ایشتار که در خاورمیانه به عنوان ایزدبانو مورد پرستش بود، گرفته شده باشد. ریشهٔ نام عبرانی او هدسَه را به‌طور معمول به معادل عبری درخت مورد نسبت داده‌اند، اما ریشه‌شناسی‌های دیگری نیز پیشنهاد شده‌اند.

## خلاصه داستان اِستِر

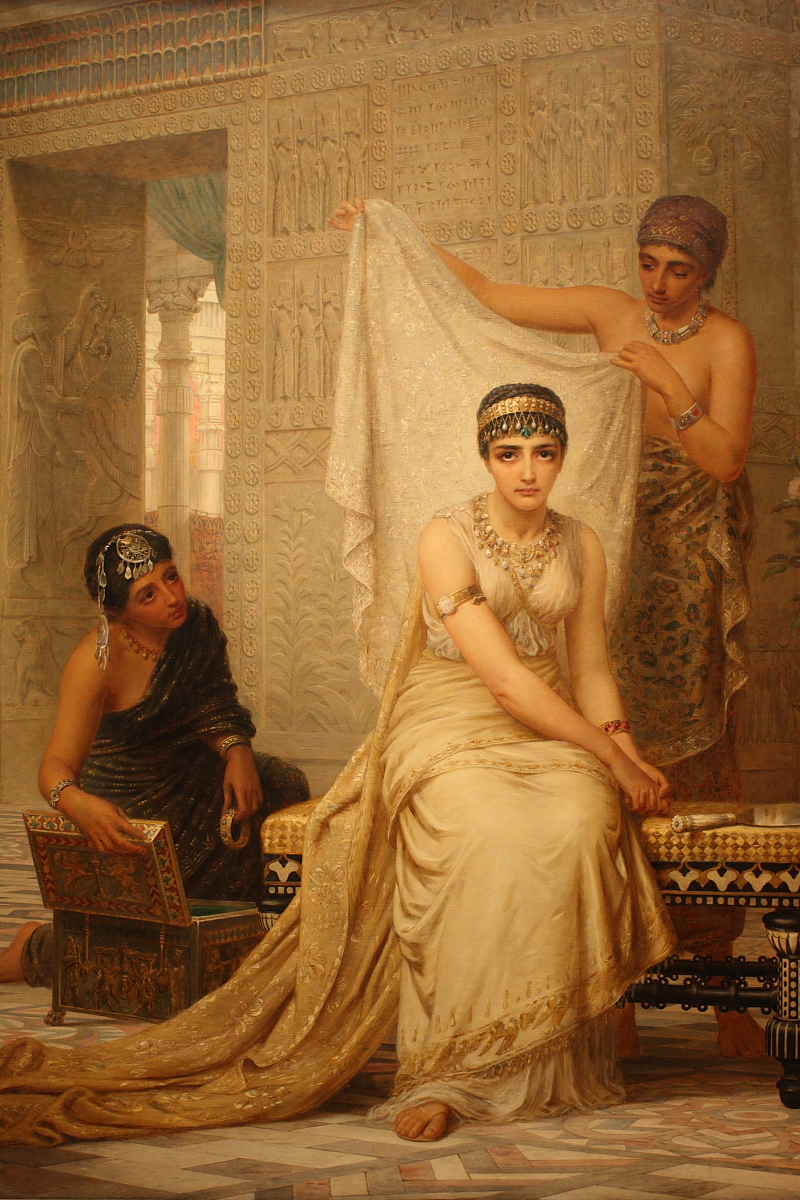
ملکه پارسی اثر ادوین لانگ که در سال ۱۸۷۸ م کشیده شده است.

در دربار شاه اخشورش (به روایتی خشایارشا)، پادشاه هخامنشی که بر ۱۲۷ ایالت فرمان می‌راند، مهمانی برگزار شد و شاه در حالت مستی، ملکه وشتی را فراخواند در میهمانی حاضر شود و زیبایی خود را به میهمانان نشان دهد. ملکه از این کار سر باز زد، و شاه بعد از صحبت با مشاوران خود، تصمیم گرفت که او را عزل کند و بکشد و شخص دیگری را جای او بنشاند. در جستجو برای یافتن دختری به‌جای ملکه، دختران زیباروی باکره به قصر برای گلچین شدن آورده شدند. یکی از این دختران، هدسه، یا همان استر، دختر یتیم از نسل تبعیدشدگان یهودیّه که به عنوان ملکه برگزیده شد. طبق آموزش پسرعمویش (مردخای) او هیچ سخنی از تبارش نگفت.
در این داستان ذکر می‌شود که مردخای توطئه‌ای را که دو تن از خواجه سرایان ضد شاه ترتیب داده بوده‌اند کشف می‌کند و همین موضوع بعدها باعث ترفیع وی به مشاور شاه می‌شود.
وزیر هخامنشی به نام‌هامان بن همداتای اجاجی که از جاسوسی‌های استر و دشمنی وی نسبت به غیر یهود آگاه است، این موضوع را ابتدا به خود استر در نزد شاه تذکر می‌دهد که دست از جاسوسی برداشته و به فکر همهٔ مردم باشد؛ استر مردخای را از جریان آگاه کرده و او نیز از استر می‌خواهد که حکم اعدام‌هامان را بگیرد. استر پادشاه راه به همراه‌هامان به دو میهمانی دعوت می‌کند. سپس استر در میهمانی دوم به پادشاه می‌گوید که یهودی است وهامان قصد نابودی قوم یهود را دارد. سپس‌هامان بن همداتای اجاجی مورد خشم پادشاه قرار می‌گیرد و به دستور او به دار آویخته می‌شود و در ادامه استر حکمی از شاه می‌گیرد که به موجب آن هفتاد وهفت هزار تن از دشمنان یهودیان در امپراتوری هخامنشی کشته شدند که آن روز بیست و سوم ماه سوم یعنی سیوان بود.

## اعتبار تاریخی

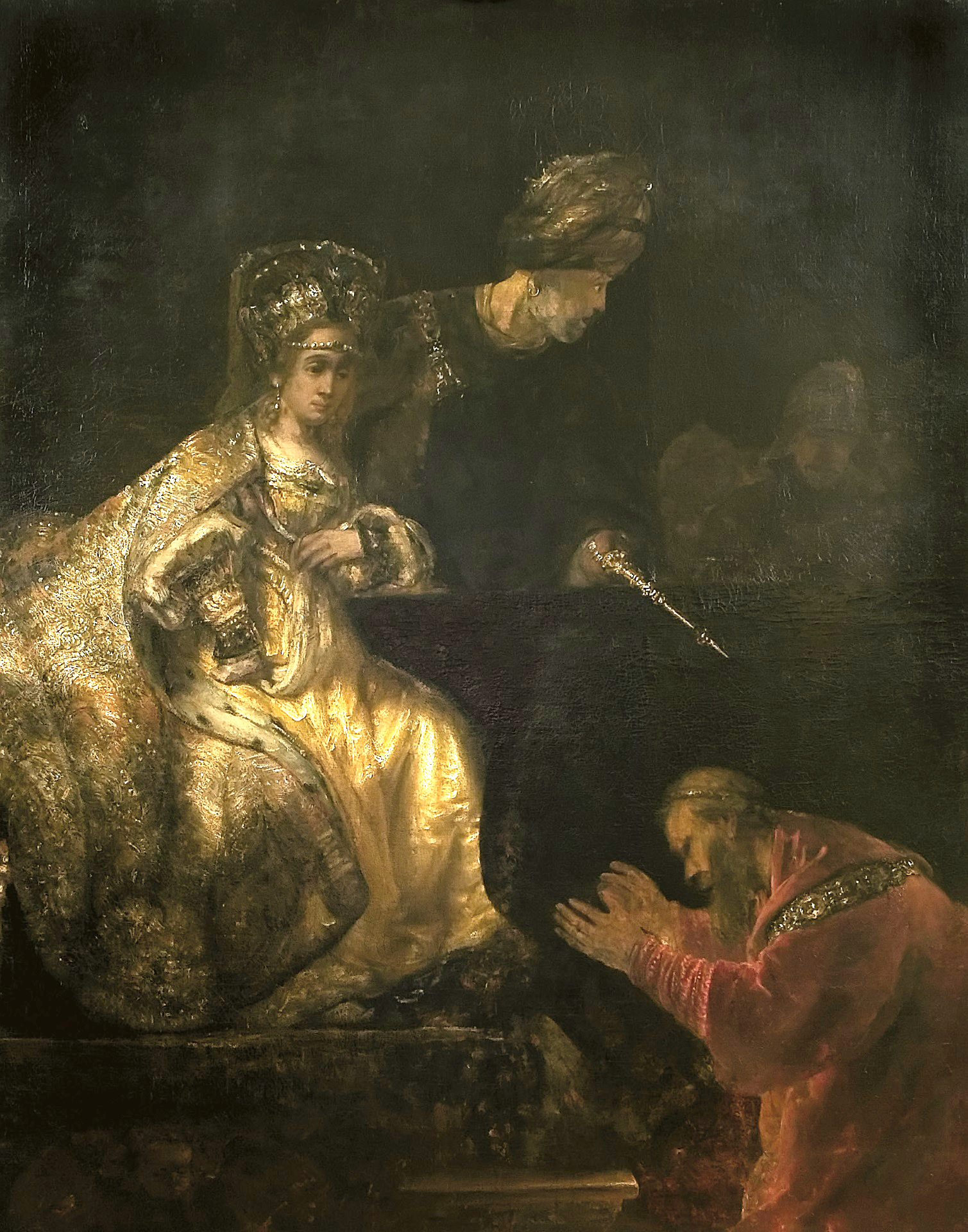

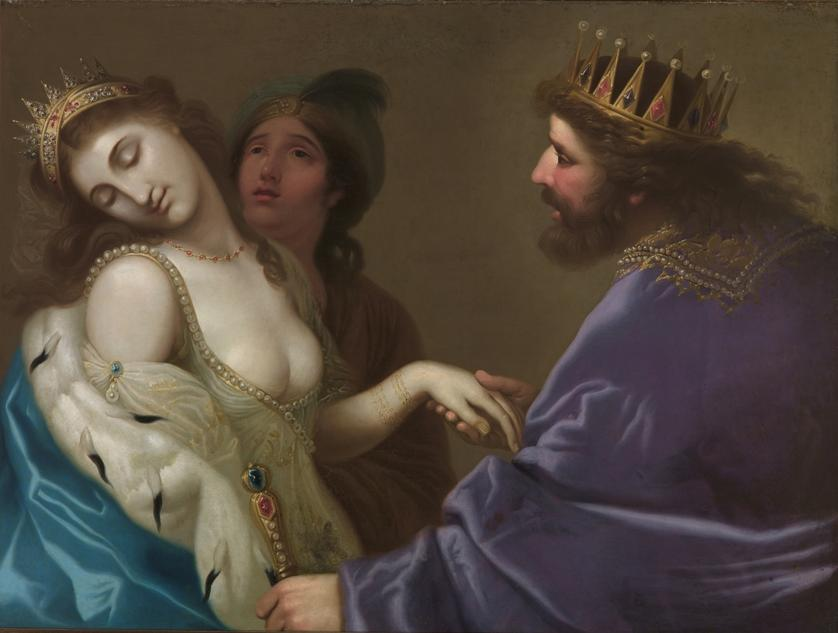
نقاشی استر در برابر اَحَشْوِروش، اثر فرانچیشک اسموگلویچ.

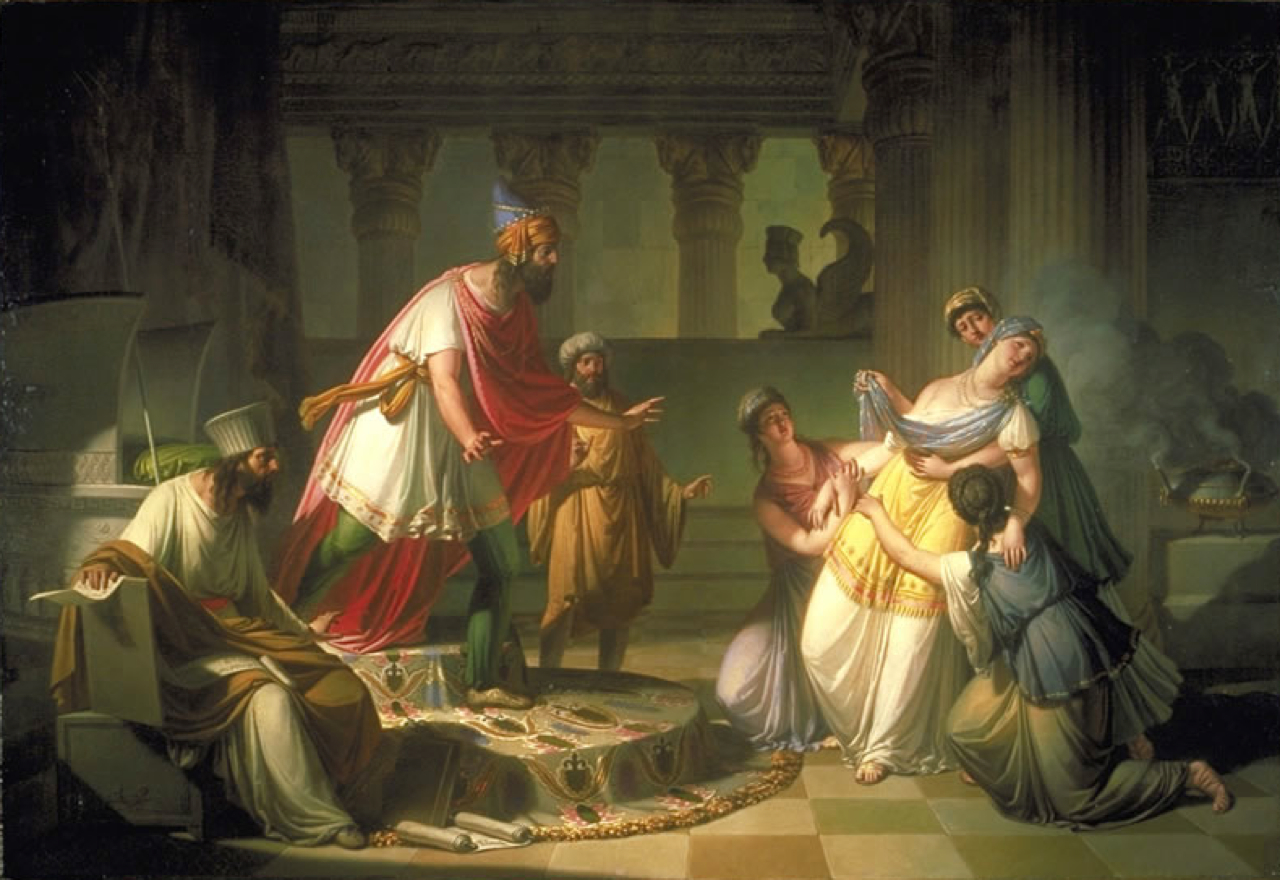
نقاشی استر و اَحَشْوِروش، اثر فرانک کاوچیچ

دانشنامه بریتانیکا در نوشتار مربوط به عید پوریم می‌نویسد: حقیقت تاریخی این واقعه کتاب مقدس، معمولاً مورد سؤال است. در مورد جشن پوریم، نیز هرچند مشخص است که عید پوریم تا حدود قرن دوم میلادی به سنتی تثبیت شده در میان یهودیان تبدیل شده بوده، ریشه تاریخی این جشن ناشناخته است. در این دانشنامه در هنگام بررسی تأثیرات تمدن ایران زمین بر یهودیت چنین آمده است که ماجرای پوریم از کتاب استر در واقع، یکی از قصه‌های ایرانی در مورد زیرکی و خدعه‌های ملکه‌های ایرانی در درون اندرونی‌های پادشاهان است و خود عید پوریم نیز به نوعی اقتباس یهودیان از عید نوروز است.
به‌گفتهٔ تاریخچه دنیای کتاب مقدس چاپ دانشگاه آکسفورد، اگر چه برخی بنیادگرایان کتاب استر را تاریخی می‌پندارند ولی ژانر ادبی کتاب استر، همانند اکثر کتاب دانیال از نوع رمان بوده است. نه نویسندگان این کتاب قصد بازگو کردن حوادث گذشته را داشتند، و نه انتظار داشتند که خوانندگان آن را به عنوان تاریخ قلمداد کنند؛ شخصیتی به نام استر وجود خارجی نداشته است. با توجه به ژانر ادبی کتاب چند سؤال مربوط این‌ها است که «چه کسی این کتاب را نوشته؟ قصد آن‌ها از نوشتن این کتاب چه بوده و تا چه حدی به آن رسیده‌اند؟ مخاطبان این کتاب چه کسی بوده؟ از مقایسه این کتاب و مخاطبان آن با موارد مشابه در دنیای یونانی-رومی چه نتایجی حاصل می‌شود؟»
به‌گفتهٔ شائول شاکد، استاد ارشد دانشگاه عبری اورشلیم و پژوهش‌گر نامدار تاریخ یهودیت، در نوشتار مربوط به پوریم در دانشنامه ایرانیکا، گواهی بر صحت این داستان از دیدگاه تاریخی وجود ندارد و معمولاً در مورد واقعیت تاریخی داستان با شک و تردید نگریسته می‌شود. نظریه‌هایی وجود دارد که داستان بر مبنای اساطیر ایلامی یا بابلی است. هرچند چنین نظری را نمی‌توان با اطمینان پذیرفت. این کتاب را بیشتر می‌توان نمونه‌ای از درون‌مایهٔ معروف دسیسه‌های درون دربار و نجات یافتن‌های معجزه آمیز نامید.
به‌گفتهٔ مک‌کولوگ شاید ذراتی از حقیقت در پشت داستان استر باشد ولی کتاب در وضع حاضرش دارای اشتباهات و تناقضاتی است که باید به عنوان یک افسانه تاریخی (نه روایت تاریخی) قلمداد شود. نام همسر خشایارشا به استناد هرودوت، آمستریس دختر اُتانس بوده درحالی که هیچ اثری از وشتی یا استر در تاریخ هرودوت نیست.
تاریخ نگارش کتاب استر نامشخص است اما معمولاً بین محققان اتفاق‌نظر وجود دارد که نگارش کتاب کمی بعد از سقوط هخامنشیان، احتمالاً در دوره اشکانیان و حدود قرن دو یا سه قبل از میلاد بوده است. نویسنده کتاب نیز ناشناخته است. اما معمولاً چنین پنداشته می‌شود که توسط فردی از میان اقلیت یهودی ایران و بابل نوشته شده است.
به‌گفتهٔ تاریخچه یهودیت چاپ دانشگاه کمبریج نویسنده کتاب استر ممکن است نام‌های ایرانی یا ایلامی برای کتابش را می‌دانسته، اما نشان داده نشده که نویسنده اطلاعات دست اولی راجع به وضعیت جغرافیایی قصر در شوش یا فضای حاکم در دربار ایران داشته است. اگر چه تاریخی بودن کتاب به دلیل وجود غیر محتملات و خطاها زیر سؤال می‌رود، اما افسانه بودن داستان به معنی این نیست که از داخل خلأ زاده شده است. بدون شک داستان بر پایه اتفاقی تاریخی که در شوش افتاده بنا شده است، هرچند تشخیص ماهیت این اتفاق سخت می‌باشد. همچنین عید پوریم قبل از نوشته شدن کتاب استر جشن گرفته می‌شده و این داستان سعی در توجیه این جشن کرده است.
آراستن و پرداختن استر به زیباسازی خود، در یکی از آخرین مقاله‌های آلبرایت مورد بحث قرار گرفته است. به نظر او، عودسوزی را که در لاخیش یافت شده است، باید با اجاق‌های آرایشی عرب‌ها مقایسه کرد، که نه تنها بدن زنان، بلکه لباس‌های آنان را نیز به بوی خوش کندر معطر می‌کرد.

## نژاد اِستِر
برخی استر را از نژاد قبیله بنیامین و از خویشاوندان شاؤل دانسته‌اند؛ در حالی که بعضی از مفسرین تورات نیز بر ایرانی‌الاصل بودن او تأکید دارند. برگ خاطرنشان می‌کند: «آشنایی نویسنده باجنبه‌های عمومی و خصوصی زندگی در دورهٔ هخامنشیان نیز بر اعتبار روایت او می‌افزاید. اطلاعات دقیق این روایت از آداب دربار و دستگاه دیوانی ایران اعتبار آن را تقویت می‌کند.» گوردیس هم می‌گوید: «استر آشنایی کاملی با قانون و عرف و زبان دورهٔ هخامنشی دارد.» رودلف مایر بر آن است که استر از داده‌های تاریخی، شهرشناسی شوش، آداب و تشریفات قصر، دسیسه‌های دربار و نظایر آن شناخت دقیقی به دست می‌دهد. لوئیس پاتون و مور در تفسیرهای خود فهرستی چشمگیر از موارد و آداب و رسومی به دست می‌دهند که بر واقع نمایی این روایت می‌افزایند. به ویژه وجود سی نام شخصی یا بیش تر با ریشهٔ ایرانی و ایلامی و دوازده واژهٔ ایرانی در متن استر چشمگیر است. در برابر ابهام حاکم بر تلفظ این نام‌ها در روایت یونانی و لاتینی، متن ماسورایی (شرح عبری کتاب مقدس) با دقتی چشمگیر نام‌های ایرانی را حفظ کرده است.
طبری می‌نویسد: «و کانت امّ بهمن استوریا، و هی استار بنت یأئیر بن شمعی بن قیس بن میشا بن طالوت الملک ابن قیس بن ابل بن صارور بن بحرث ابن افیح ابن ایشی بن بنیامین بن یعقوب.» و این شجره را محمدجواد مشکور از متن عربی طبری، در پانویس صفحه ۶۶ جلد مربوط به ایرانیان با ترجمه بلعمی، چاپ ۱۳۳۷ آورده است. در همان صفحه عنوان اصلی چنین می‌باشد: فصل در ذکر خبر بهمن بن اسفندیار بن گشتاسب الملک (که او را حکیم فردوسی اردشیر درازدست می‌نامد). قابل ذکر است که در همین مجلد به نامهای کورش و داریوش -داریوش پیش از داراب و دارای- برمی‌خوریم که خود بررسی تازه ای از زندگی سیاسی کورش کبیر پیش از پادشاهی و احتمالاً داریوش اول را می‌تواند مقتضی گردد. طبری یا با عنوان هخامنشی آشنایی نداشته یا برای کیانی نامیدن شاهان این دوره دلیل مختص به خود را داشته، اما اگر بتوان ویشتاسب را برابر با گشتاسب گرفت مسئله هم‌سازگاری کیخسرو با کورش، کورش اول و به تبع همنامی در یک اختلاط مشتبه با کورش دوم (هردو ذیل عنوان کیخسرو) نیز جدّی‌تر می‌شود. به ویژه آنکه ماجرای تومیریس را نیز بتوان با مسئله فرزندان و احفاد تور پسر فریدون در عهد کیخسرو، قیاسی گرفت. به هرجهت طبری عمدتاً شاهان و فرمانروایان این دوره را دارای ملکه‌های یهودی یا ارتباطات خانوادگی ازین منظر بیان می‌دارد، چندانکه درمورد بهمن اردشیر در متن همان مجلد و نیز طی پانویس آمده: و او را (اردشیر را) پسری بود نام او ساسان از زنی نام او شیوذ از فرزندان طالوت. پانویس صفحه ۷۰: و امّ ساسان ابنة شالتیال بن یوحنا بن اوشیا بن آمون بن منشی بن حازقیا. ولی به هر حال، در این مجلّد غیر از همان جملات نخستین دربارهٔ استر، مطلب دیگری بیان نشده است. (تاریخ ابوعلی)

### دانشنامه
- Halevy, Elimelech Epstein (2007). "ESTHER". ENCYCLOPAEDIA JUDAICA (به انگلیسی). Vol. ۶ (2nd ed.). New York: Thomson Gale. p. ۵۱۵–۵۱۸.
- McCullough, W. S (1985). "AHASUREUS". Encyclopædia Iranica (به انگلیسی). Vol. ۱. New York: Bibliotheca Persica Press. p. ۶۳۴–۶۳۵. Retrieved 9 August 2025.
- Shaked, Shaul (1998). "ESTHER, BOOK OF". Encyclopædia Iranica (به انگلیسی). Vol. ۸. New York: Bibliotheca Persica Press. p. ۶۵۵–۶۵۷. Retrieved 9 August 2025.